# 胡恩燮
胡恩燮（1824年—1892年），字煦斋，江苏省江宁县（今江苏省南京市）人。清朝政治人物，徐州市近代煤矿的创办者之一。
1853年太平天国占领金陵城时，胡家有大小11口被杀，只有胡恩燮携老母二人，藏身于水西门外芦苇深处一地窖中，并在风雪之夜，只身背负老母脱逃。胡恩燮“雪窟救母”的孝行上奏朝廷后，皇帝敕建高达数丈的孝子牌坊以示表彰。胡恩燮投清军向荣大营，与张继庚谋内应，出入太平军中三十六次。清朝政府平定太平天国后，以功叙苏州知府（候补）。
1874年，胡恩燮辞官回到南京。光绪二年（1876年），为奉养老母亲而建愚园，是南京晚清时期最著名的私家园林。
1882年10月，胡恩燮在徐州利国驿设立矿物总局。曾帮助徐州煤铁生产上度过层层难关。